# Maria Josep Amigó Laguarda
Maria Josep Amigó Laguarda (Bonrepòs i Mirambell, 1968) és una advocada i política valenciana, vicepresidenta de la Diputació de València (2015-2023) i diputada a les Corts Valencianes on exerceix de secretària segona de la mesa en l'XI Legislatura.

## Biografia
Llicenciada en dret, Maria Josep Amigó és advocada en el torn d'ofici i assistència al detingut, és mediadora des del 2008. Militant del Bloc Nacionalista Valencià (BLOC), partit en el qual aspirà a la Secretaria General al congrés de 2003 i fou superada pel candidat Enric Morera amb dos vots de diferència. Amigó representava al sector renovador del BLOC on s'integraven dirigents com Antoni Porcar, Ferran Puchades, Natxo Costa, Pere Fuset o Enric Nomdedéu.
Regidora a l'Ajuntament de Bonrepòs i Mirambell (l'Horta Nord) de 1999 a 2023, fou alcaldessa des de l'octubre de 2004 fins al juny de 2007. Accedí a través d'una moció de censura presentada pel BLOC i el Partit Popular en contra de l'alcaldessa socialista Vicenta Bosch, en el càrrec des de 1983. Després de les eleccions municipals de 2015 el seu partit arribà a un acord de govern amb el Partit Socialista del País Valencià (PSPV) que va permetre a Compromís (coalició on s'integra el BLOC) ostentar l'alcaldia durant la meitat del mandat.
A més va ser triada diputada provincial a la Diputació de València, institució on Compromís també signà un un pacte amb PSPV i pel qual va ser vicepresidenta entre el 2015 i el 2023 i responsable de les àrees de medi ambient i sostenibilitat.
El 2023 va deixar la política municipal per presentar-se com a número dos en la llista de Compromís encapçalada per Joan Baldoví a les eleccions a les Corts Valencianes de 2023. Amigó fou triada secretària segona de la Mesa de les Corts amb el suport de diputades i diputats de la seua formació així com d'alguns del Partit Popular (PP).